# Alloesia bivittata
Alloesia bivittata là một loài bọ cánh cứng trong họ Cerambycidae.